# Инфрачервена спектроскопия
Инфрачервената спектроскопия (ИЧ) е вид оптична спектроскопия, обхващаща дълговълновата област на спектъра (>730 nm – след червената граница на видимия спектър). Инфрачервените спектри възникват в резултат на вибрационното (отчасти ротационно) движение на молекулите, а именно – в резултат на преходи между вибрационните нива на основното електронно състояние на молекулите. По традиция за спектрите се използва вълновото число (ν̄, в cm−1, величина обратна на дължината на вълната). Според работната област съществуват три метода: близка инфрачервена област (NIR, near infrared) (4 000 – 12 500 cm−1, средна инфрачервена област (400 – 4 000 cm−1) и далечна инфрачервена област (far infrared) (10 – 400 cm−1). С развитието на спектрометри на основата на Фурие трансформации това разделение вече не е така строго и по-специализираните инструменти могат да обхванат от 10 до 25 000 cm−1 с проста смяна на източника и няколко други компоненти.
ИЧ излъчване се поглъща от много газове, с изключение на О2, N2, H2, Cl2 и едноатомните газове. Поглъщането протича на дължина на вълната, характерна за всеки определен газ, например за СО това е 4,7 микрометра. По инфрачервените спектри на поглъщане може да се определи строежа на молекулата на различни органични (и неорганични) вещества с относително къси молекули: антибиотици, ферменти, алкалоиди, полимери, комплексни съединения и др. Вибрационните спектри на молекулите на вещества с относително дълги молекули (белтъци, мазнини, въглехидрати, ДНК, РНК и др.) се намират в терахерцовия диапазон, и затова строежът на такива молекули се изследва с помощта на радиочестотни спектрометри за терахерцовия диапазон. По броя и разположението на пиковете в ИЧ спектри на поглъщане може да се направят изводи за природата на веществото (качествен анализ), а по интензитета на ивиците на поглъщане – за количеството на даденото вещество (количествен анализ). Основни инструменти на ИЧ спектроскопия са инфрачервените спектрометри.